# Vaccinium claoxylon
Vaccinium claoxylon är en ljungväxtart som beskrevs av J. J. Smith. Vaccinium claoxylon ingår i Blåbärssläktet, och familjen ljungväxter. Inga underarter finns listade i Catalogue of Life.